# Talbot Rice Gallery
Talbot Rice Gallery er et offentligt kunstgalleri på University of Edinburgh i i Skotland. Bygningen har tre udstillingsområder, inklusive en moderne hvide kubegalleri og en nyklassicistisk rum fra 1800-tallet, der tidligere husede et naturhistorisk museum.
University of Edinburghs historiske Old College blev designet Robert Adam og færdiggjort af William Henry Playfair. I 1967 blev bibliotekets samling flyttet til et nyt sted. Et kunstcenter med udstllinghal blev åbnet i Quad i 1970, efter en renovering for £20.000 der blev betalt af Gulbenkian Foundation. Galleriet åbnede i 1975 under professor Giles Henry Robertson og har fået navn efter hans forgænger, professor David Talbot Rice, der var Watson Gordon Professor of Fine Art på University of Edinburgh fra 1934 til 1972.